# Xanthoparmelia nonreagens
Xanthoparmelia nonreagens är en lavart som beskrevs av Elix & J. Johnst. Xanthoparmelia nonreagens ingår i släktet Xanthoparmelia och familjen Parmeliaceae.   Inga underarter finns listade i Catalogue of Life.